# Tetracoccus ilicifolius
Tetracoccus ilicifolius là một loài thực vật có hoa trong họ Picrodendraceae. Loài này được Coville & Gilman miêu tả khoa học đầu tiên năm 1936.